# Ramón Romero
Ramón Romero de los Santos (nacido el 8 de enero de 1959 en San Pedro de Macorís) es un ex lanzador dominicano que jugó en las Grandes Ligas de Béisbol. Lanzó alrededor de dos temporadas en las Grandes Ligas, 1984 y 1985, ambas para los Indios de Cleveland. Romero fue firmado originalmente por los Indios en 1976 y pasó toda su carrera en su organización hasta después de la temporada 1985, cuando fue cambiado a los Mellizos de Minnesota. Jugó una temporada en el sistema de ligas menores de los Mellizos antes de retirarse. Terminó con récord de 2 victorias y 3 derrotas con efectividad de 6.28 en 20 juegos lanzados, 10 iniciados, 6 finalizados, 67.1 innigns, 69 hits permitidos, 48 carreras permitidas (47 limpias), 13 jonrones permitidos, 38 bases por bolas, 41 ponches y enfrentó 304 bateadores.